# Vila Boa (Sabugal)
Vila Boa é uma povoação portuguesa sede da Freguesia de Vila Boa do Município do Sabugal, freguesia com 10,73 km² de área e 238 habitantes (censo de 2021), tendo, por isso, uma densidade populacional de 22,2 hab./km².
Dista 10 km da sede do município.

## Demografia
A população registada nos censos foi:
| Distribuição da População por Grupos Etários | Distribuição da População por Grupos Etários | Distribuição da População por Grupos Etários | Distribuição da População por Grupos Etários | Distribuição da População por Grupos Etários |
| -------------------------------------------- | -------------------------------------------- | -------------------------------------------- | -------------------------------------------- | -------------------------------------------- |
| Ano                                          | 0-14 Anos                                    | 15-24 Anos                                   | 25-64 Anos                                   | > 65 Anos                                    |
| 2001                                         | 45                                           | 30                                           | 145                                          | 110                                          |
| 2011                                         | 20                                           | 34                                           | 111                                          | 78                                           |
| 2021                                         | 18                                           | 18                                           | 131                                          | 71                                           |

## Património
- Igreja de São Pedro (Matriz)
- Capela do Senhor dos Passos
- Ermidas de Santo Antão e de São Gregório
- Campanário
- Cruzeiro
- Chafariz
- Vestígios romanos

## Festividades
As principais festividades da freguesia são a Festa do Santíssimo Sacramento (3.º Domingo de agosto), de Santo Antão (17 de janeiro), de São Gregório (4.º Domingo de maio) e de Nossa Senhora dos Prazeres (Domingo a seguir à Páscoa).